# Cutis verticis gyrata

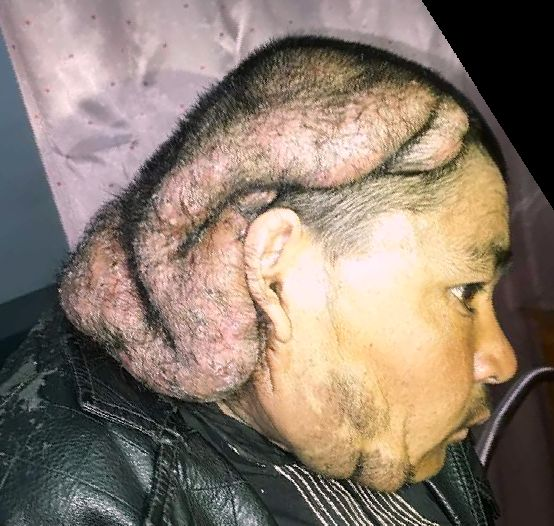

Cutis verticis gyrata betecknar stora fåror i hårbottnen. Dessa kan vara upp till 5 mm djupa, och topparna är ömma. Det finns för närvarande inget botemedel mot åkomman, den medicinska behandlingen är än så länge begränsad till plastikkirurgi.